# Wildside (serie televisiva 1985)
Wildside  è una serie televisiva western statunitense in 6 episodi trasmessi per la prima volta nel corso di una sola stagione nel 1985.

## Personaggi
- Brodie Hollister (6 episodi, 1985), interpretato da	William Smith.
- Sutton Hollister (6 episodi, 1985), interpretato da	J. Eddie Peck.
- Bannister Sparks (6 episodi, 1985), interpretato da	Howard E. Rollins Jr..
- Varges De La Cosa (6 episodi, 1985), interpretato da	John D'Aquino.
- Prometheus Jones (6 episodi, 1985), interpretato da	Terry Funk.
- Cally Oaks (6 episodi, 1985), interpretato da	Meg Ryan.
- Governatore J. Wendell Summerhayes (6 episodi, 1985), interpretato da	Sandy McPeak.
- Keye Ahn (6 episodi, 1985), interpretato da	Jon Fong.
- Elliot Thogmorton (6 episodi, 1985), interpretato da	Kurt Fuller.
- Alice Freeze (6 episodi, 1985), interpretata da	Robin Hoff.
- Skillet (6 episodi, 1985), interpretato da	Timothy Scott.
- Zeke (6 episodi, 1985), interpretato da	Jason Hervey.
- Pete Montana (2 episodi, 1985), interpretato da	Patrick Culliton.
- Heywood Floyd (2 episodi, 1985), interpretato da	Tom Greene.
- Padre Crool (2 episodi, 1985), interpretato da	Gerald Hiken.
- Parks Ritchie (2 episodi, 1985), interpretato da	Tommy Lamey.
- Floyd Thorndike (2 episodi, 1985), interpretato da	Buddy Van Horn.

## Produzione
La serie, ideata da Tom Greene, fu prodotta da Tom Greene Productions e Walt Disney Television (casa di produzione).  Le musiche furono composte da Jack Elliott.

### Registi
Tra i registi della serie sono accreditati:
- Harvey S. Laidman (3 episodi, 1985)
- Richard C. Sarafian (3 episodi, 1985)
- Tom Greene

## Distribuzione
La serie fu trasmessa negli Stati Uniti nel 1985 sulla rete televisiva ABC. In Italia è stata trasmessa con il titolo Wildside.
Alcune delle uscite internazionali sono state:
- negli Stati Uniti il 21 marzo 1985 (Wildside)
- in Spagna (Wildside)
- in Italia (Wildside)

## Episodi
| Stagione       | Episodi | Prima TV USA |
| -------------- | ------- | ------------ |
| Prima stagione | 6       | 1985         |